# Velika nagrada Belgije 2008
Velika nagrada Belgije 2008 je bila trinajsta dirka Svetovnega prvenstva Formule 1 v sezoni 2008. Odvijala se je 7. septembra 2008 na dirkališču Circuit de Spa-Francorchamps.

## Rezultati

### Kvalifikacije
| Poz | Št | Dirkač               | Konstruktor         | 1. del   | 2. del   | 3. del   | Št. m. |
| --- | -- | -------------------- | ------------------- | -------- | -------- | -------- | ------ |
| 1   | 22 | Lewis Hamilton       | McLaren-Mercedes    | 1:46,887 | 1:46,088 | 1:47,338 | 1      |
| 2   | 2  | Felipe Massa         | Ferrari             | 1:46,873 | 1:46,391 | 1:47,678 | 2      |
| 3   | 23 | Heikki Kovalainen    | McLaren-Mercedes    | 1:46,812 | 1:46,037 | 1:47,815 | 3      |
| 4   | 1  | Kimi Räikkönen       | Ferrari             | 1:46,960 | 1:46,298 | 1:47,992 | 4      |
| 5   | 3  | Nick Heidfeld        | BMW Sauber          | 1:47,419 | 1:46,311 | 1:48,315 | 5      |
| 6   | 5  | Fernando Alonso      | Renault             | 1:47,154 | 1:46,491 | 1:48,504 | 6      |
| 7   | 10 | Mark Webber          | Red Bull-Renault    | 1:47,270 | 1:46,814 | 1:48,736 | 7      |
| 8   | 4  | Robert Kubica        | BMW Sauber          | 1:47,093 | 1:46,494 | 1:48,763 | 8      |
| 9   | 14 | Sébastien Bourdais   | Toro Rosso-Ferrari  | 1:46,777 | 1:46,544 | 1:48,951 | 9      |
| 10  | 15 | Sebastian Vettel     | Toro Rosso-Ferrari  | 1:47,152 | 1:46,804 | 1:50,319 | 10     |
| 11  | 11 | Jarno Trulli         | Toyota              | 1:47,400 | 1:46,949 |          | 11     |
| 12  | 6  | Nelson Piquet Jr.    | Renault             | 1:47,052 | 1:46,965 |          | 12     |
| 13  | 12 | Timo Glock           | Toyota              | 1:47,359 | 1:46,995 |          | 13     |
| 14  | 9  | David Coulthard      | Red Bull-Renault    | 1:47,132 | 1:47,018 |          | 14     |
| 15  | 7  | Nico Rosberg         | Williams-Toyota     | 1:47,503 | 1:47,429 |          | 15     |
| 16  | 17 | Rubens Barrichello   | Honda               | 1:48,153 |          |          | 16     |
| 17  | 16 | Jenson Button        | Honda               | 1:48,211 |          |          | 17     |
| 18  | 20 | Adrian Sutil         | Force India-Ferrari | 1:48,226 |          |          | 18     |
| 19  | 8  | Kazuki Nakadžima     | Williams-Toyota     | 1:48,268 |          |          | 19     |
| 20  | 21 | Giancarlo Fisichella | Force India-Ferrari | 1:48,447 |          |          | 20     |

### Dirka
* - kazen.
| Poz | Št | Dirkač               | Konstruktor         | Krogi | Čas/Odstop  | Št. m. | Toč |
| --- | -- | -------------------- | ------------------- | ----- | ----------- | ------ | --- |
| 1   | 2  | Felipe Massa         | Ferrari             | 44    | 1:22:59,394 | 2      | 10  |
| 2   | 3  | Nick Heidfeld        | BMW Sauber          | 44    | + 9,383 s   | 5      | 8   |
| 3*  | 22 | Lewis Hamilton       | McLaren-Mercedes    | 44    | + 10,539 s  | 1      | 6   |
| 4   | 5  | Fernando Alonso      | Renault             | 44    | + 14,478 s  | 6      | 5   |
| 5   | 15 | Sebastian Vettel     | Toro Rosso-Ferrari  | 44    | + 14,576 s  | 10     | 4   |
| 6   | 4  | Robert Kubica        | BMW Sauber          | 44    | + 15,037 s  | 8      | 3   |
| 7   | 14 | Sébastien Bourdais   | Toro Rosso-Ferrari  | 44    | + 16,735 s  | 9      | 2   |
| 8   | 10 | Mark Webber          | Red Bull-Renault    | 44    | + 42,776 s  | 7      | 1   |
| 9*  | 12 | Timo Glock           | Toyota              | 44    | + 1:07,045  | 13     |     |
| 10  | 23 | Heikki Kovalainen    | McLaren-Mercedes    | 43    | Menjalnik   | 3      |     |
| 11  | 9  | David Coulthard      | Red Bull-Renault    | 43    | +1 krog     | 14     |     |
| 12  | 7  | Nico Rosberg         | Williams-Toyota     | 43    | +1 krog     | 15     |     |
| 13  | 20 | Adrian Sutil         | Force India-Ferrari | 43    | +1 krog     | 18     |     |
| 14  | 8  | Kazuki Nakadžima     | Williams-Toyota     | 43    | +1 krog     | 19     |     |
| 15  | 16 | Jenson Button        | Honda               | 43    | +1 krog     | 17     |     |
| 16  | 11 | Jarno Trulli         | Toyota              | 43    | +1 krog     | 11     |     |
| 17  | 21 | Giancarlo Fisichella | Force India-Ferrari | 43    | +1 krog     | 20     |     |
| 18  | 1  | Kimi Räikkönen       | Ferrari             | 42    | Zavrten     | 4      |     |
| Ods | 17 | Rubens Barrichello   | Honda               | 19    | Menjalnik   | 16     |     |
| Ods | 6  | Nelson Piquet Jr.    | Renault             | 13    | Zavrten     | 12     |     |